# 10156 Darnley
10156 Darnley este o planetă minoră (asteroid), cu un diametru de 2,804 km, din centura de asteroizi. A fost descoperită pe 7 noiembrie 1994 la Kushiro de Seiji Ueda⁠(d). 
Obiectul prezintă o orbită caracterizată de o semiaxă mare de 2,2836244 UAi, o excentricitate de 0,17, o înclinație de 2,86169 ° în raport cu ecliptica.